# Aya (regina)
Aya (fl. XVIII secolo a.C.) è stata una regina egizia della XIII dinastia, che resse l'Egitto tra il 1803 e il 1649 a.C.

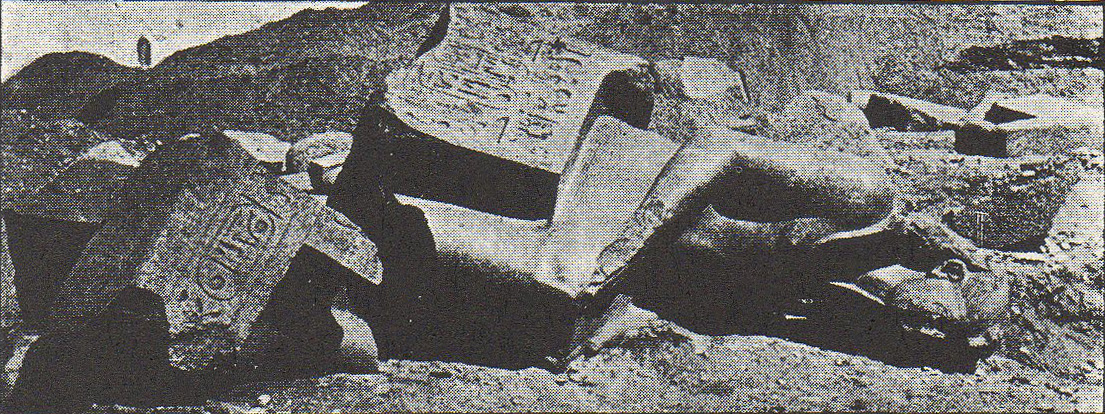
Fotografia di una grande statua in sienite del faraone Semenkhkara, scattata da Flinders Petrie al momento del ritrovamento, a Tani nel 1897

Due sono le fonti sulla regina Aya. Compare su una stele conservata a Würzburg: da questa fonte emerge chiaramente che Aya proveniva da una famiglia di alti funzionari molto influente a corte; era parente del visir Ankhu. 
Compare inoltre nel Papiro Boulaq 18, un resoconto amministrativo appartenente al palazzo tebano di un faraone della XIII dinastia. Tale documento fu rinvenuto nel 1860 nella tomba dello scriba Neferhotep e ascrivibile agli anni intorno al 1750 a.C. Il nome del re del papiro è leggibile solo parzialmente. Alcuni studiosi ritengono si tratti di Sobekhotep I, ma la questione è dibattuta: altri suggeriscono re Sehetepkara (Antef IV) o re Semenkhkara. Di conseguenza, non vi è certezza riguardo al marito della regina Aya.

## Titoli
- Regina consorte d'Egitto